# 理查德·穆莱恩
理查德·迈克尔·“迈克”·穆莱恩（Richard Michael "Mike" Mullane，1945年9月10日—），前美国国家航空航天局宇航员、美國空軍上校，执行过STS-41-D、STS-27以及STS-36任务。